# Curtis LeMay
Curtis Emerson LeMay (ur. 15 listopada 1906 w Columbus, zm. 1 października 1990 w March Air Force Base w hrabstwie Riverside) – amerykański wojskowy, generał lotnictwa, szef sztabu Sił Powietrznych Stanów Zjednoczonych (1961–1965), polityk.

## Życiorys
Podczas II wojny światowej dowodził, już w stopniu generała, dużymi siłami lotniczymi na wschodnim teatrze wojennym, gdzie Japończycy nazywali go „brutalnym LeMayem”. Był autorem koncepcji bombardowań dywanowych maszynami B-29 z niskiego pułapu, nocą z użyciem bomb zapalających celem wywołania burzy ogniowej. Najbardziej niszczycielski nalot w historii miał miejsce nocą z 9 na 10 marca 1945 nad Tokio.
Po wojnie dowodził m.in. przełamaniem blokady Berlina, za pomocą mostu powietrznego. Pełnił też wiele ważnych funkcji w armii, m.in. szefa sztabu amerykańskich sił lotniczych w latach 1961–1965.
W 1968 gubernator stanu Alabama George Wallace, który, mimo że oficjalnie był demokratą, kandydował wówczas w wyborach prezydenckich z ramienia Niezależnej Partii Amerykańskiej, mianował LeMaya swoim kandydatem na urząd wiceprezydenta USA. Wallace w czasie wojny służył pod rozkazami swego partnera na liście. Jednakże LeMay nie zaangażował się wówczas aktywnie w kampanię.
Tandem Wallace-LeMay zdobył wówczas 5 stanów południowych (Alabama, Arkansas, Missisipi, Luizjana i Georgia), 46 głosów elektorskich i 9 901 118 głosów powszechnych.
W czasie kampanii LeMay krytykował rząd za „zbyt łagodną” politykę w Wietnamie i sugerował, aby „cofnąć go za pomocą bombardowań z powrotem do epoki kamiennej”.

## Awanse
- podporucznik Army Air Corps – 1930
- porucznik Army Air Corps – 1935
- kapitan Army Air Corps – 1940
- major Army Air Corps – 1941
- podpułkownik US Army – 1942
- pułkownik US Army – 1942
- generał brygadier US Army – 1943
- generał major US Army – 1944
- generał porucznik US Air Force – 1948
- generał US Air Force – 1951

## Odznaczenia
- USAF Command Pilot Wings
- Krzyż za Wybitną Służbę (Distinguished Service Cross)
- Distinguished Service Medal – trzykrotnie
- Srebrna Gwiazda (Silver Star)
- Distinguished Flying Cross – trzykrotnie
- Air Medal – czterokrotnie
- Presidential Unit Citation – dwukrotnie
- American Defense Service Medal
- American Campaign Medal
- Asiatic-Pacific Campaign Medal
- European-African-Middle Eastern Campaign Medal
- World War II Victory Medal
- Army of Occupation Medal
- Medal for Humane Action
- National Defense Service Medal
- Air Force Longevity Service Award – siedmiokrotnie
- Krzyż Wielki Orderu Maja za Zasługi Lotnicze (Argentyna)
- Wielki Oficer Orderu Maja za Zasługi Lotnicze (Argentyna)
- Krzyż Wojenny z brązową palmą (Belgia)
- Order Krzyża Południa (Brazylia)
- Order Zasługi Lotniczej (Brazylia)
- Order Zasługi (Chile)
- Medal Wojskowy I klasy (Chile)
- Komandor Orderu Zasługi Lotniczej (Ekwador)
- Komandor Legii Honorowej (Francja)
- Krzyż Wojenny 1939–1945 z brązową palmą (Francja)
- Wielka Wstęga Orderu Wschodzącego Słońca (Japonia)
- Komandor Orderu Alawitów (Maroko)
- Komandor Krzyża Wielkiego Orderu Miecza (Szwecja)
- Distinguished Flying Cross (Wielka Brytania)
- Order Wojny Ojczyźnianej I klasy (ZSRR)
- i inne